# Eunanus
Eunanus is een geslacht van kevers uit de familie van de bladsprietkevers (Scarabaeidae).